# Kilchoan
Kilchoan är en by i Highland i Skottland. Byn är belägen 10 km 
från Tobermory. Orten har 194 invånare (2011).